# Desmopachria variegata
Desmopachria variegata är en skalbaggsart som beskrevs av Sharp 1882. Desmopachria variegata ingår i släktet Desmopachria och familjen dykare. Inga underarter finns listade i Catalogue of Life.